# Tiringer Ferenc

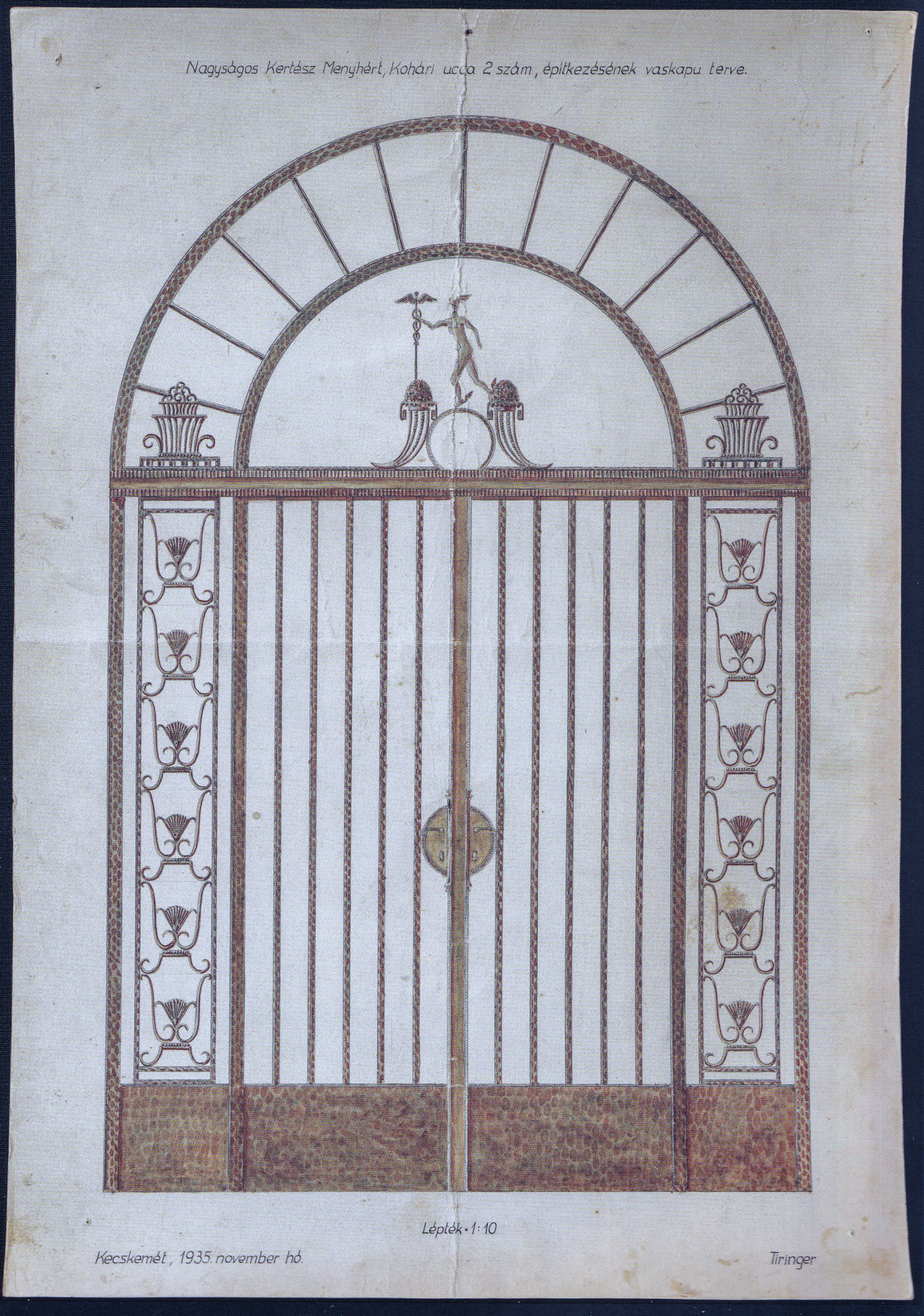
Vaskapu terve a Kecskeméti Katona József Múzeum képtárában

Tiringer Ferenc (Sárbogárd, 1875. november 25. – Kecskemét, 1947. október 17.) aranykoszorús műlakatosmester.

## Élete és munkássága
Tizenhárom testvére közül ő kovácsinas lett. Öt év után szabadult fel, ezután 1894-től az ország egyik legkiválóbb mesterénél, Jungfer Gyulánál sajátította el a műlakatos szakma alapjait.
1896-ban a kor szokásai szerint európai vándorútra indult: Bécs, München, Mannheim, Frankfurt am Main, Lipcse, Drezda, Berlin, Párizs és Katowice voltak útjának állomásai. Neves mestereknél, valamint felsőfokú szaktanfolyamokon képezte tovább magát.
Hazatérése után, 1903-ban az Országos Magyar Királyi Iparművészeti Iskola ötvös vendéghallgatójaként első díjat nyert egy munkájával. 1904 és 1907 között a Pozsonyi Állami Fémipari Szakiskolában volt szaktanár. 
1906-ban Kecskemétre nősült, feleségül vette Székely Sándor tűzhely- és kályhakészítő kecskeméti lakatosmester lányát, Erzsébetet. 1907. május 6-án 25-ös szám alatt jegyezték be a kecskeméti iparlajstromba. 
Hamarosan saját műhelyt hozott létre a Mikes utcában. Kezdetben míves, egyedi ornamentális és figurális kovácsoltvas tárgyakat készített és szállított elsősorban Ausztriába és Németországba. Már az első világháború előtt 20-25 alkalmazottat foglalkoztatott, de maga is tervezett és kovácsolt. 1913-ra megvette a Mikes utca 1., 3., 5. szám alatti ingatlanokat, ahol háza, műhelyei, rajzterem, öltöző és raktárak kaptak helyet. Számos kitűnő műlakatos került ki tanítványai közül. 
A két világháború közötti időszakban jelentős sikereket ért el országos iparművészeti és kézműves kiállításokon. 1925-ben az ezüstkoszorút, 1928-ban pedig – az első világháborúban hősi halált halt ipartestületi tagok emléktáblájáért – a szakma legnagyobb kitüntetésének számító aranykoszorút kapta meg, mert „költő és művész volt ő, aki nem rímekben, vagy rideg márványban fejezte ki szárnyaló gondolatait és lelkének virágait, hanem a rideg vasban, amelynek életet és szépséget adott.”
A 20. század elején Kecskeméten is fellendülő szecessziós építészet lehetőséget nyújtott számára a művészi kibontakozásra: kovácsolt vas kapui, kerítései, lépcső- és erkélykorlátjai, egyéb díszei a város meghatározó jelentőségű épületeinek ma is látható kincsei. Más külső és belső munkáira a neobarokk stílus a jellemző.